# Skúvoy (bygd)
Skúvoy er den eneste bygd på øen Skúvoy på Færøerne. Øen Skúvoys areal er på ca. 12 km², som udgør hovedparten af Skúvoyar kommuna, der også omfatter Stóra Dímun. Skúvoy er opkaldt efter Skúgvur, der er det færøske navn for storkjove. 1. januar 2025 havde bygden 30 indbyggere.
Bygden ligger på øens østside med et kajanlæg for rutetrafik og en lille havn for småbåde, der bliver trukket på land om vinteren for at beskytte dem mod stormens hærgen. Der er en lille skole og en købmand og ingen biler, men små traktorer, der bruges til at køre varer op fra landingspladsen til bygden.
Bygden har passagerfærgeforbindelse med Sandur på Sandoy. Skúvoy har været præget af fraflytning siden fiskeriet blev moderniseret og koncentreret til de store fiskerihavne i 1900-tallet. De vigtigste næringsveje er landbrug og fiskeri. Langt ind i 1900-tallet blev der drevet fuglefangst i fuglefjeldene på vestsiden af øen, Fuglebestandene er gået stærkt tilbage, så fangsten er blevet begrænset.

## Historie
Øen skal i sagatiden være blevet gjort til høvdingesæde. Brødrene Brestir og Beinir slog sig ned her, og Brestirs sønner, Sigmundur (961-1005) og Tórur, voksede op på øen. Sagaen fortæller, at Sigmundur Brestisson, der kristnede færingerne år 999 og opførte derfor en kirke på Skúvoy meget tidligt. Han boede på Skuvoy og der findes en gravsten for ham på kirkegården Ólansgarði i nærheden af kirken. Han blev på Skúvoy angrebet af Tróndur í Gøtu (945-1035) og hans mænd. For at redde livet svømmede han med to af sine mænd fra øen. Han reddede sig ene i land ved Sandvík på Suðuroy og blev myrdet af bonden Torgrímur Illi på grund af en guldring, der var en gave fra Håkon Jarl af Norge.
Da Den Sorte Død hærgede Europa i midten af 1300-tallet, blev Skúvoy så hårdt ramt, at kun en ung pige ved navn Rannvá overlevede.
En epidemi i 1700-tallet udryddede samtlige øens indbyggere.
Den nuværende kirke Skúvoyar kirkja er bygget i 1937.

## Kirken
Skúvoyar kirkja blev indviet den 30 maj 1937. Den har haft en forgænger, der var bygget i 1852. Vindfløjen fra denne kirke opbevares i forkirken. Den nuværende kirke er opført i hvidkalkede sten med et rødt eternittag. Det sjældne ved kirken er, at den vender mod syd og nord, når det ellers er sædvanligt, at de vender mod øst og vest.

## Galleri
- Skúvoy, set fra havet.
- Rannvátoftir í Fagradali.
- Skúvoyar bygd.
- På kirkegården står stenen Sigmundarsteinur, som siges at være Sigmundur Brestissons grav.